# Mary Fraser Tytler
Mary Fraser Tytler, née le 25 novembre 1849 à Ahmadnagar et morte le 6 septembre 1938 à Compton, dans le Surrey, est une artiste écossaise.
Après des études à Dresde et à Londres, notamment dans l'atelier de Jules Dalou, Fraser Tytler s'implique au sein de la Home Arts and Industries Association (en), une association inspirée du mouvement Arts and Crafts qui promeut les savoir-faire traditionnels. Elle donne alors des cours de modelage à de jeunes garçons pauvres de Londres.
En 1886, elle épouse le peintre George Frederic Watts. Le couple s'installe à Compton, où il fait construire une maison. Poursuivant ses idées de démocratisation de l'art et pour résoudre le problème du désœuvrement des villageois et villageoises, Fraser Tytler y donne des cours de modelage gratuits, en vue de construire une chapelle funéraire dans le nouveau cimetière de Compton. La Watts Chapel y est finalement construite entre 1894 et 1904 par Fraser Tytler, assistée de près de 70 élèves, adultes et enfants.
Après le succès de ce chantier, Fraser Tytler crée la Compton Pottery, un atelier de poterie employant la population locale victime du chômage. Les objets sont produits artisanalement et vendus avec succès. Fraser Tytler meurt en 1938, et la Compton Pottery ferme ses portes une dizaine d'années plus tard.
Elle publie trois livres de son vivant : un roman, Grisel Romney (1880), The Word in the Pattern (1899) qui explique les motifs ornementaux de la Watts Chapel, et George Frederic Watts: Annals of an Artist's Life (1912), une biographie posthume de son mari. Ses journaux intimes, publiés en 2016 sous le titre The Diary of Mary Watts 1887-1904, montrent son engagement féministe dès les années 1880. Elle s'y consacre pleinement après la mort de son mari, et devient présidente de la National Union of Women's Suffrage Societies de Godalming en 1909.

## Biographie

### Jeunesse

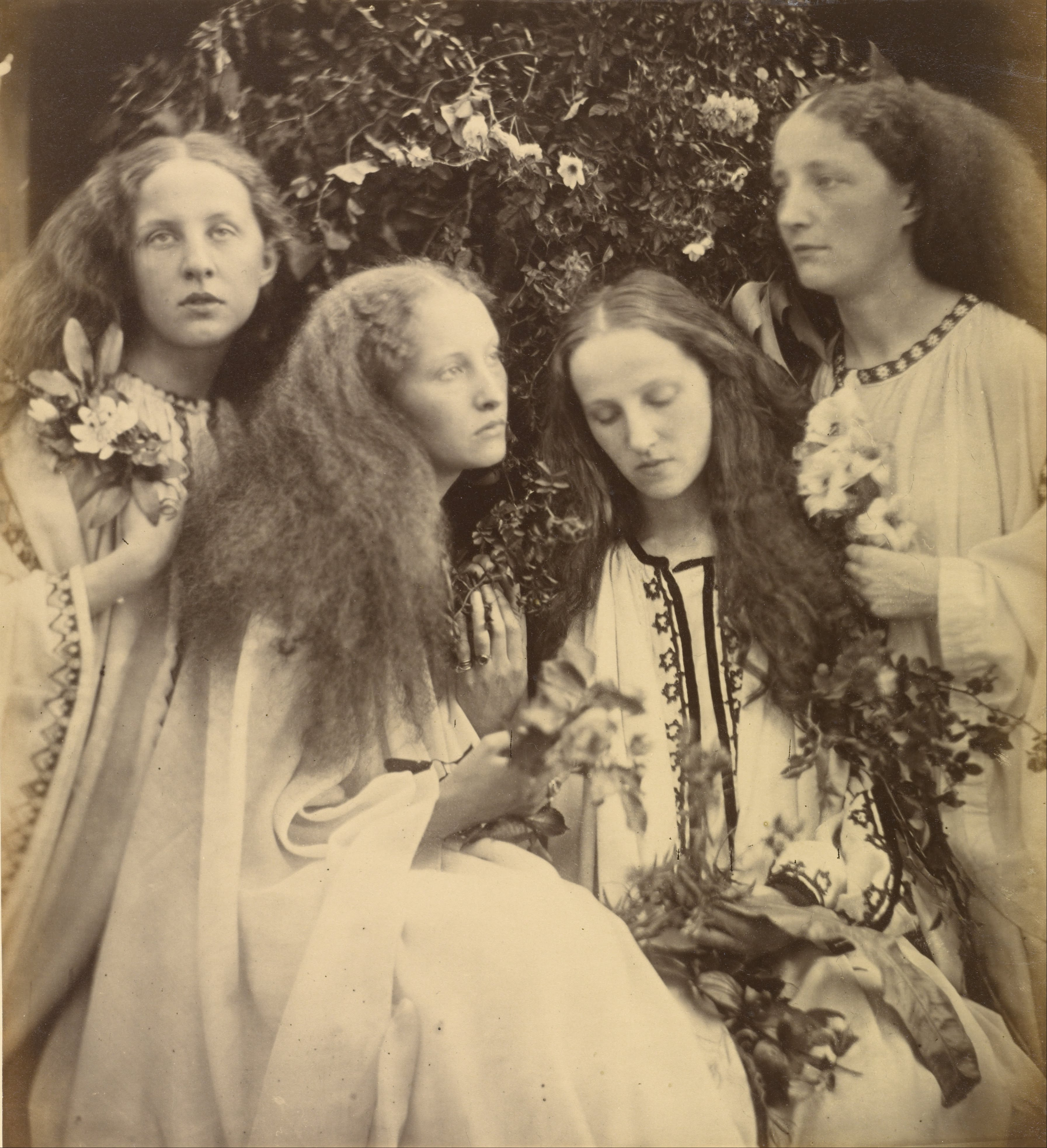
Les sœurs Fraser Tytler photographiées par Julia Margaret Cameron en 1868. Mary est la deuxième en partant de la droite.

Mary Seton Fraser Tytler naît à Ahmadnagar, dans la province de Bombay, le 25 novembre 1849,,. Son père, Charles Edward Fraser Tytler, un gentleman écossais, travaille alors pour la Compagnie britannique des Indes orientales. Sa mère meurt peu de temps après sa naissance, à 33 ans, en 1851. Tandis que leur père retourne en Inde, Mary et ses sœurs sont élevées par leurs grands-parents en Écosse, à Aldourie Castle, près de Loch Ness,.
Leur père ne revient que dans les années 1860, accompagné de sa seconde femme et de leurs quatre enfants. Mary et ses sœurs s'installent chez lui, à Sanquhar. Les enfants semblent avoir été encouragés aux activités artistiques, et la Watts Gallery conserve aujourd'hui un album de photographies décorées par Mary pendant son adolescence. Un voyage en Europe, en 1868, est l'occasion pour elle d'étudier les maîtres allemands et italiens.

### Études et début de carrière
Fraser Tytler étudie brièvement à Dresde en 1870,,. La même année, elle s'installe à Londres et commence à étudier à la National Art Training School de South Kensington, puis en 1872-1873 à la Slade School of Fine Art, nouvellement créée,,. Elle y apprend le modelage dans l'atelier de Jules Dalou,,, mais peu d'œuvres de cette période sont conservées.
Dans les années 1870, Fraser Tytler s'implique au sein de la Home Arts and Industries Association (en), qui promeut un renouveau des savoir-faire ruraux et s'appuie sur les théories de John Ruskin,,. En 1884, sur les conseils d'une connaissance, elle commence à donner des cours de modelage à des jeunes garçons pauvres et sans formation, à Whitechapel,. Son implication lui permet d'être élue, en 1886, au comité de la Home Arts and Industries Association,. Elle y joue un rôle majeur tout au long des années 1890.

#### Mariage avec George Frederic Watts
Fraser Tytler rencontre George Frederic Watts pour la première fois en 1870, alors qu'elle est étudiante. Une relation de maître à élève s'installe alors, et ce n'est que 16 ans plus tard, le 20 novembre 1886, que Fraser Tytler épouse le peintre,. Le mariage a lieu à l'église d'Epsom. Elle est sa seconde épouse, de 33 ans sa cadette. Leur lune de miel lui permet de visiter l'Égypte, la Grèce, la Turquie, la Sicile et la France.
Souvent présentée par les historiens comme une femme dévouée et au service de son mari, elle est aussi une partenaire artistique de grande importance pour lui. Après la mort de son mari en 1904, elle écrit une biographie intitulée Annals of an Artist's Life, publiée en 1912, basée entre autres sur de nombreuses lettres qu'elle a récupérées à partir de 1905, et qui constituent aujourd'hui un fonds d'archives important.

### Activité à Compton
La santé de George déclinant, le couple fait un séjour à Compton (Surrey) en 1889-1890, dans la résidence d'un couple d'amis, Andrew et May Hichens. Finalement, ils s'installent durablement à Compton en 1890-1891,. Ils y font construire une maison, Limnerslease, conçue par Ernest George (en),. Fraser Tytler crée de nombreux panneaux décoratifs en terre cuite pour Limnerslease. L'installation à Compton marque un tournant dans sa carrière, puisqu'elle laisse de côté la peinture et se consacre pleinement à l'architecture et à la poterie.

#### La Watts Chapel

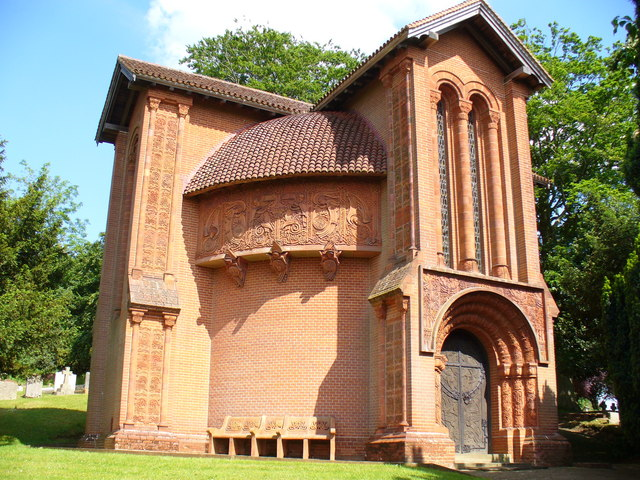
Vue extérieure de la Watts Chapel.

En 1894, elle propose à la municipalité de créer une chapelle funéraire pour le nouveau cimetière. Le couple tient à ce que le projet reflète leur conception de l'art pour tous, et Fraser Tytler donne des cours de modelage gratuits chaque jeudi soir,. La chapelle est décorée en grande partie avec des ornements en terre cuite créés par ses élèves, adultes et enfants. Environ 70 personnes participent à la création de la chapelle, dont l'extérieur est terminé en 1894 et l'intérieur en 1904,. Ses décors mélangent des références à l'art celtique et roman, ainsi que des symboles égyptiens, bouddhistes et hindous, le tout influencé par l'Art nouveau,. Fraser Tytler explique la symbolique de ces ornements dans un livre publié en 1899, The Word in the Pattern. Cette chapelle est reconnue comme l'un des bâtiments les plus originaux en Grande-Bretagne et est aujourd'hui classée Grade I sur la liste des monuments historiques au Royaume-Uni.

#### Fondation de laCompton Pottery

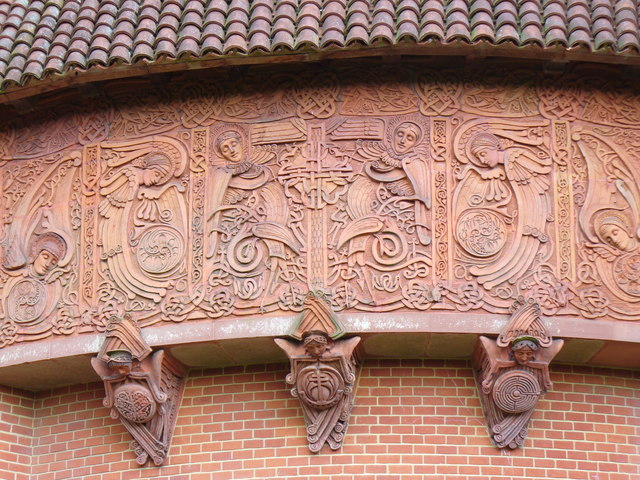
Détail de la Watts Chapel : frise d'inspiration romane et celtique, avec personnages et entrelacs.

Avec le succès du chantier de la Watts Chapel, plusieurs participants veulent commencer une véritable carrière de potier. Pour répondre à leurs attentes, Fraser Tytler fonde la Compton Pottery, aussi appelée Compton Potter's Arts Guild. Son projet est de conserver les savoir-faire traditionnels, employer la population locale victime du chômage, et rendre l'art accessible à tout le monde. Les ouvriers créent d'abord des pots de fleurs, puis la production s'élargit : vases, panneaux muraux, statues religieuses ou serre-livres sont vendus avec succès. La Compton Pottery reçoit des commandes de Liberty & Co, ainsi que d'architectes parmi les plus en vue à l'époque, comme Edwin Lutyens et Clough Williams-Ellis,,.

### Mort
Mary Fraser Tytler meurt le 6 septembre 1938 et est enterrée au cimetière de Compton. Par la suite, la Compton Pottery voit de nombreux changements d'organisation, avant de fermer définitivement en 1951.

## Engagement féministe
En 1889, Fraser Tytler refuse l'invitation de Frederic Leighton, alors président de la Royal Academy, à rejoindre le mouvement anti-suffragiste, et sculpte une statue représentant Jeanne d'Arc, qui fait partie des emblèmes des suffragettes britanniques. En 1891, elle assiste à une conférence de Lady Henry Somerset (en) sur la condition des femmes. Bien que son mari défende lui aussi le droit de vote des femmes, comme elle l'écrit dans sa biographie, c'est seulement après sa mort en 1904 qu'elle se dédie plus fortement à cette cause. Elle fait part de son engagement dans une lettre au Times en 1909, puis devient présidente de la National Union of Women's Suffrage Societies de Godalming,. Elle donne une large place à son engagement féministe dans son journal intime, qu'elle compare à celui de Marie Bashkirtseff et qu'elle aurait aimé faire publier.

## Postérité
Mary Fraser Tytler reste peu connue et étudiée en comparaison avec George Frederic Watts. Elle a elle-même effacé son rôle dans sa biographie. Souvent considérée par la suite comme une femme discrète et soumise à son mari, des études plus récentes montrent le rôle fort qu'elle jouait au sein du couple, et son influence sur la production artistique de Watts.
La salle de dessin de Limnerslease, où Fraser Tytler donnait les cours de modelage aux villageois de Compton, est devenue la Mary Watts Gallery.

## Publications
- (en) Grisel Romney, M. Ward, 1880[11].
- (en) The Word in the Pattern, William H. Ward, 1899.
- (en) George Frederic Watts: Annals of an Artist's Life, Macmillan & Co., 1912[12].
- (en) The Diary of Mary Watts 1887-1904, Lund Humphries, 2016.

### Livres
- (en) Veronika Franklin Gould, Mary Setton Watts, 1849-1938. Unsung Heroine of the Art Nouveau, Watts Gallery, 1998, 80 p. (présentation en ligne).
- (en) Mary McMahon, The Making of Mary Seton Watts, Watts Gallery, 2013, 62 p. (présentation en ligne).
- (en) Mark Bills et Hilary Underwood, An Artist's Village. G. F. and Mary Watts in Compton, Bloomsbury, 2011, 168 p. (présentation en ligne).
- (en) Mark Bills, Watts Chapel: A Guide to the Symbols of Mary Watts' Arts and Crafts Masterpiece, Londres, Philip Wilsons, 2010 (présentation en ligne).
- (en) Hilary Calvert et Louise Boreham, Mary Seton Watts and the Compton Pottery, Bloomsbury, 2019, 256 p. (présentation en ligne).

### Articles
- (en) Lucy Ella Rose, « The Diaries of Mary Seton Watts: A Record of Her Conjugal Creative Partnership with 'England's Michelangelo', George Frederic Watts », Life Writing,‎ 2017 (lire en ligne).
- (en) Lucy Ella Rose, « A Feminist Network in an Artists' Home: Mary and George Watts, George Meredith, and Josephine Butler », Journal of Victorian Culture, vol. 21,‎ 2016 (lire en ligne ).
- (en) Veronica Franklin Gould, « The Symbolic Bas-Relief Designs of Mary Watts », The Journal of Decorative Arts Society, no 21,‎ 1997, p. 9-21 (lire en ligne ).
- (en) Elaine Cheasley Paterson, « Tracing Craft - Labour, Creativity, and Sustainability in the Home Arts Movement », Journal of Canadian Art History, vol. 39/40,‎ 2018/2019, p. 40-63 (lire en ligne ).